# Đình Đức Nghĩa
Đình làng Đức Nghĩa là một ngôi đình cổ nằm ở phường Đức Nghĩa, thành phố Phan Thiết, tỉnh Bình Thuận.

## Lịch sử
Đình được xây dựng vào những năm đầu thế kỷ 19, nằm ở vị trí gần đình làng Đức Thắng. Tuy nhiên, vì những lý do khách quan về phong thổ địa lý nên dân làng dời đình lên động cát làng Thành Đức (làng Thành Đức nhập với vạn Nam Nghĩa thành làng Đức Nghĩa). Đình xây dựng trên động cát cao, phía trước có ao sen lớn.

## Kiến trúc
Đình làng Đức Nghĩa có dạng kiến trúc giống như Đình làng Đức thắng, ví dụ như cổ lầu là nơi tập trung phần trang trí nghệ thuật đặc sắc nhất trong tổng thể đình làng. Ở đây nghệ nhân xưa đã dùng nghệ thuật ghép mảnh sứ, sành để tạo nên hình tượng Tứ Linh, những phần dưới của mái hạ, các bờ nóc, bờ quyết cũng được trang trí nghệ thuật làm ngôi đình vừa cổ kính vừa trang nghiêm.
Nội thất: ở phần trang trí nghệ thuật chạm khắc bên trong Đình chính với hệ thống bao lam bằng gỗ, như bức rèm nhủ xuống các khám thờ bởi những dây leo, hoa lá, chim muông người thợ xưa chạm khắc. Nghệ thuật trang trí Đình làng Đức Nghĩa cả ngoại thất và nội thất phối hợp với nhau tạo nên những đường nét kiến trúc cổ hài hoà và đạt đến đỉnh cao so với một số ngôi đình trong thời kỳ này.
Đình còn lưu giữ nhiều di sản văn hóa Hán-Nôm. Trong đó có đề cập đến ruộng đất của làng, đến lịch sử nguồn gốc dân cư ở làng. Quan trọng nhất trong số đó là 13 sắc phong của các đời vua Triều Nguyễn ban tặng cho Thành Hoàng làng cùng các vị thần khác, kể cả nữ Thần Thiên YAna Diễn Ngọc Phi của người Chăm.